# 愛知県道251号寺本停車場線

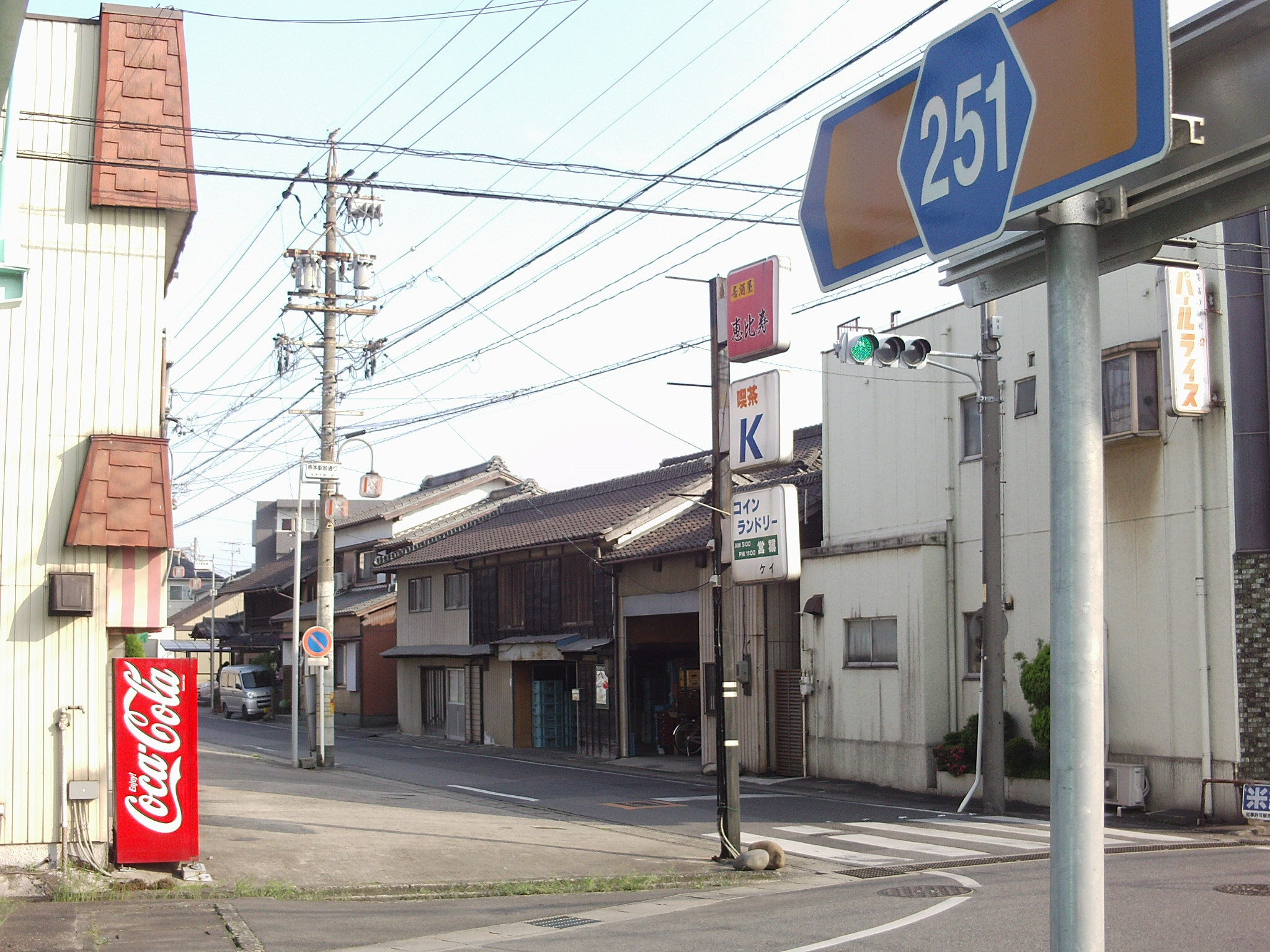
終点側からの眺め。数軒の店舗が営業する商店街。

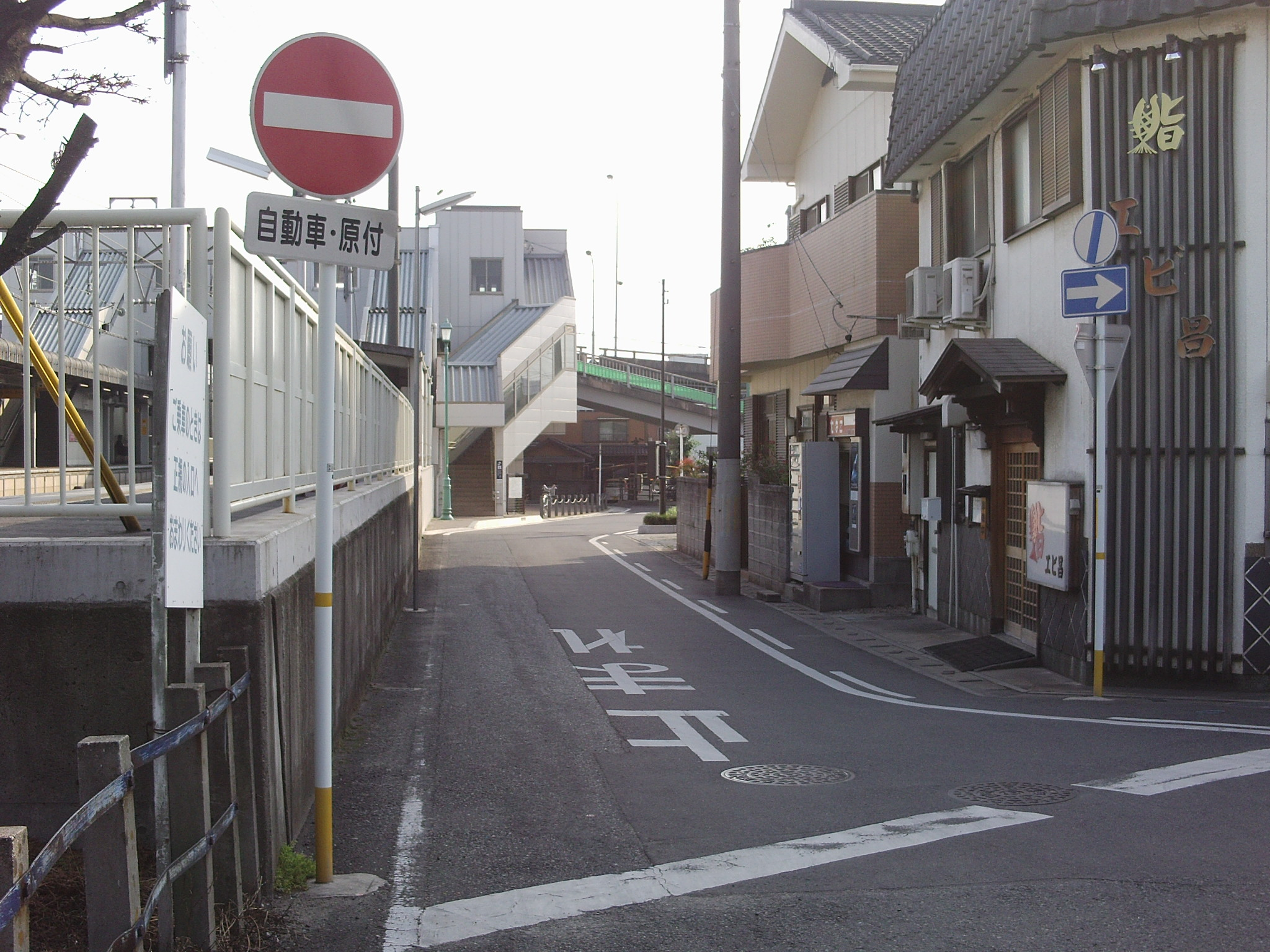
起点寺本停車場を望む。この県道側から改札口へ行くには高架を上がるなどして回り込む必要がある。

愛知県道251号寺本停車場線（あいちけんどう251ごう てらもとていしゃじょうせん）は、愛知県知多市内を走る一般県道である。

## 概要
国道155号堀切北交点からわずか100m程度の延長で、幅員狭小な路線である。名鉄寺本駅へは県道24号の跨線橋の歩道もしくは側道を利用した方が便利である。

### 路線データ
- 起点：寺本停車場
- 終点：愛知県知多市八幡（国道155号交点）

## 沿革
- 1959年12月15日：認定

## 通過する自治体
- 愛知県
  - 知多市

## 周辺
- 名鉄常滑線 寺本駅
- 知多市青少年会館